# Diffusiefilter

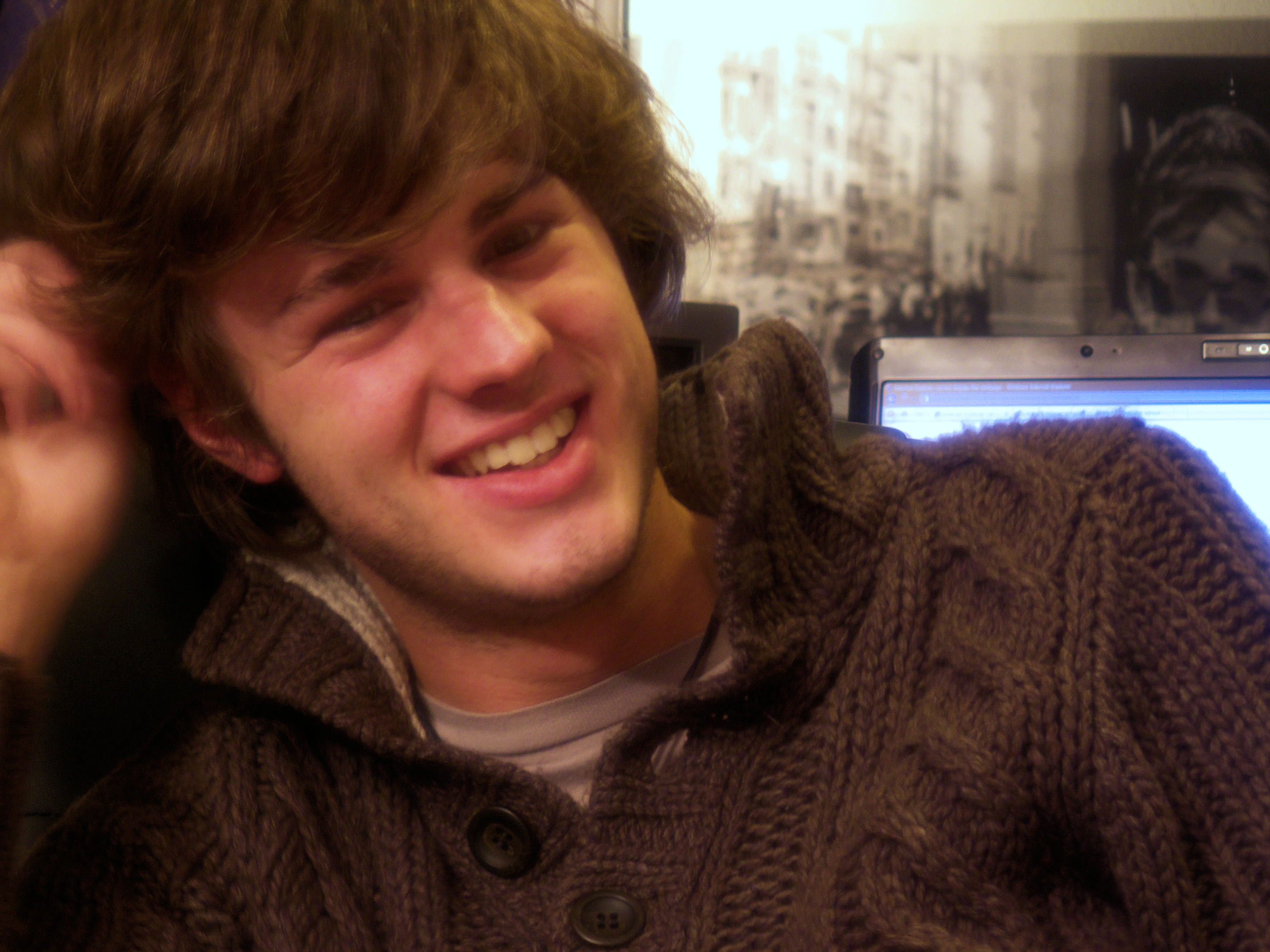
Met een diffusiefilter gemaakte foto

Een diffusiefilter is een transparant lichtdoorlatend optisch filter. Het wordt gebruikt in de verlichtingstechniek om het licht van lichtbronnen over een groot oppervlak te verspreiden, zodat een egaal licht ontstaat.
In de fotografie worden verschillende fotografische filters gebruikt die het beeld zachter (onscherper) maken, wat een dromerig effect geeft. Meestal is het effect dan niet egaal: vaak is het beeld in het midden scherp, en neemt de diffusie toe naarmate de rand dichter wordt genaderd. In deze spotfilters wordt de vervaging vaak gecombineerd met een kleur, waardoor het effect van het filter wordt versterkt.
Met de opkomst van de digitale fotografie worden deze filters in beeldbewerkingssoftware als nabewerking uitgevoerd. Hierbij heeft de fotograaf meer vrijheid dan bij gebruik van een optisch filter. Het gebruik van een optisch filter voor dit effect komt in de praktijk weinig meer voor.

## Gebruik in de fotografie
Diffusiefilters worden onder andere gebruikt:
- om een dromerige sfeer te scheppen.
- om de nadruk op een (scherp) deel van het beeld te vestigen.
- om weerverschijnselen als regen of mist na te bootsen.
- als filter voor flitslicht en andere lichtbronnen.